# Région du Guayana
Ne doit pas être confondue avec la Guyane vénézuélienne, ni avec la province de Guyane.
La région du Guayana est une région administrative de l'Est du Venezuela.

## Histoire
Durant la période coloniale et jusqu'au début de 18ème siècle, le territoire est connu sous le nom de Guyane espagnole.

## Géographie
La région a une population de 1 383 297 habitants et un territoire de 458 344 km², soit presque la moitié de la superficie du pays.
Il borde les nations indépendantes du Guyana (appelée auparavant Guyane britannique) et du Brésil.

### Division politique
La région comprend, selon la loi vénézuélienne, quatre des états du Venezuela :
- Amazonas ;
- Bolívar ;
- Delta Amacuro ;
- Guayana Esequiba.

Parmi les plus grandes villes, on peut citer :
- Ciudad Bolívar (population 1 410 964) ;
- Puerto Ayacucho (41 000) ;
- Tucupita (86 487).

### Végétation
Mallophyton chimantense est une espèce de plantes à fleurs de la famille des Melastomataceae, endémique de la région du Guayana au Venezuela.

### Géologie
La région du Plateau des Guyanes est composé de formations montagneuses appelées tepuys, dont l'âge est évalué à 1.7 milliards d'années (Précambrien), et sont les formations parmi les plus âgées de la planète.
Parmi ces tepuys, il y a le Roraima, qui culmine à 2810 mètres au dessus du niveau de la mer, le Kukenán (2 680 m) et l'Auyantepui (2 535 m) tous situés au sein du Parc national Canaima.

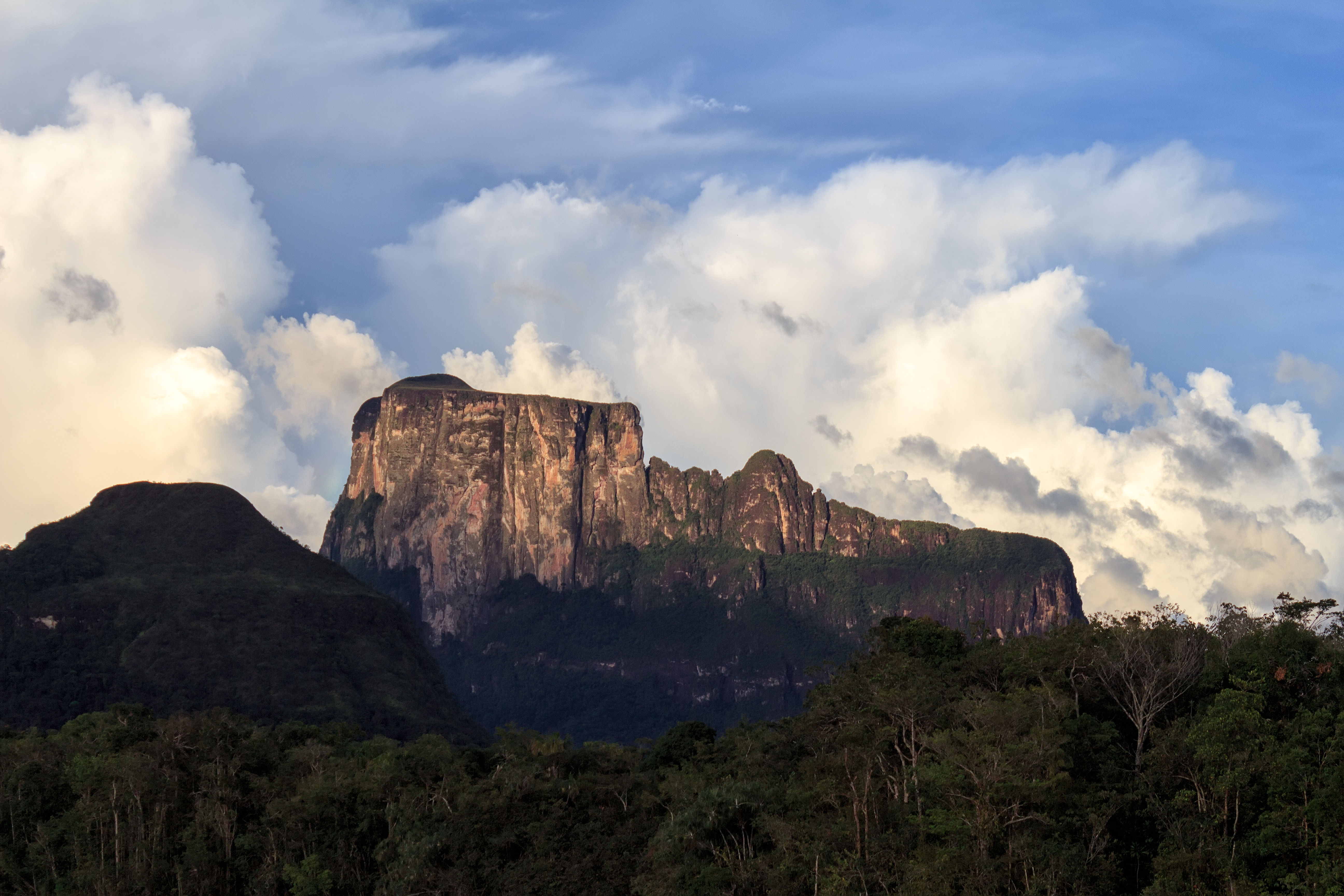
Le Tepuy Autana (Kuaymayojo) en Amazonas, au Venezuela.
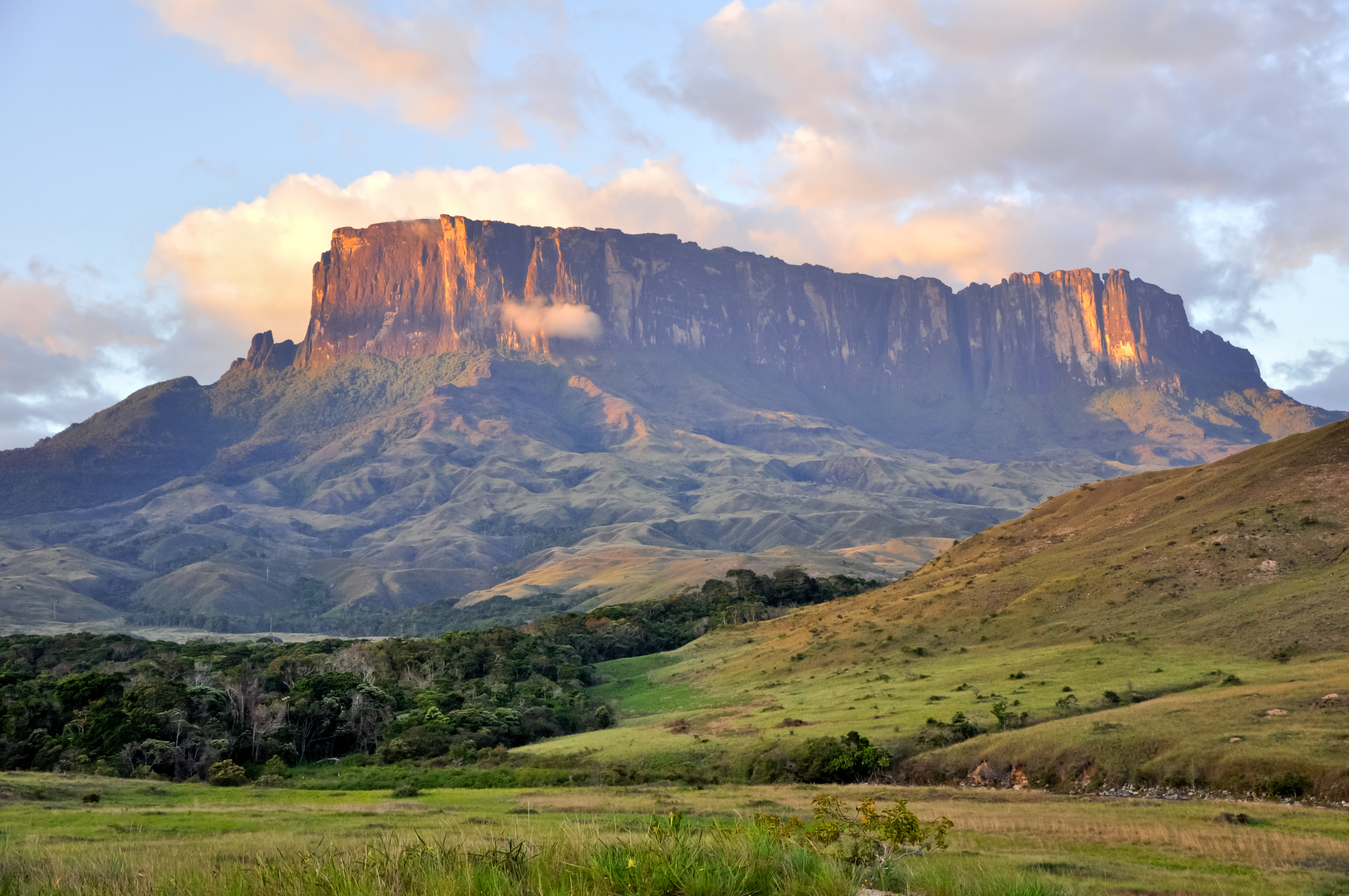
Tepuy de Kukenan au coucher de soleil.
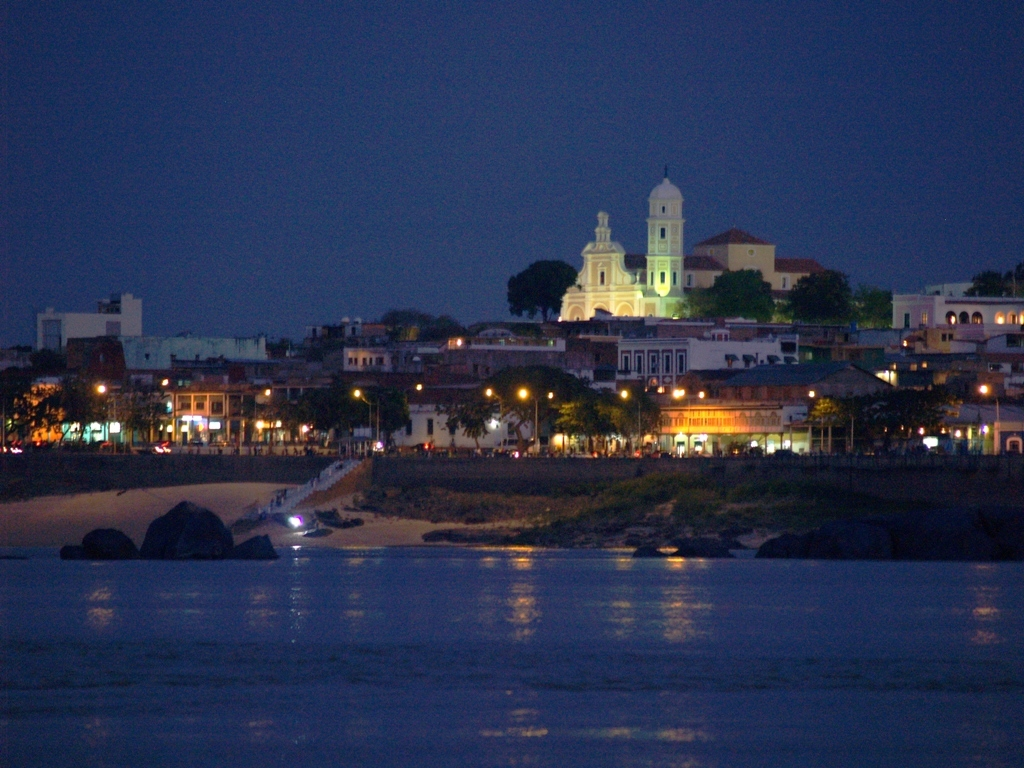
Ciudad Bolívar, dans l'État de Bolívar, dans la région du Guayana.
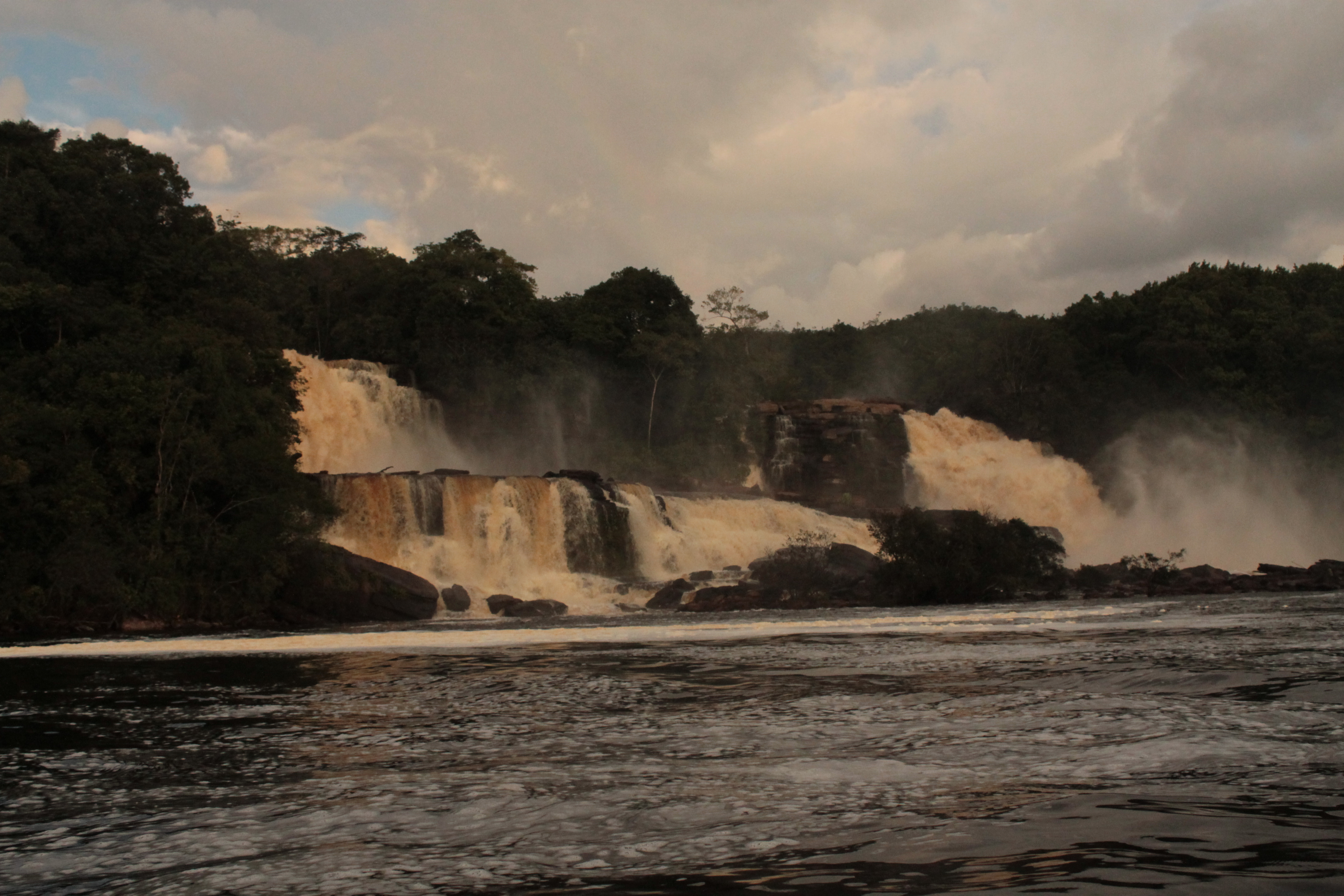
Chutes d'eau d'El Hacha.
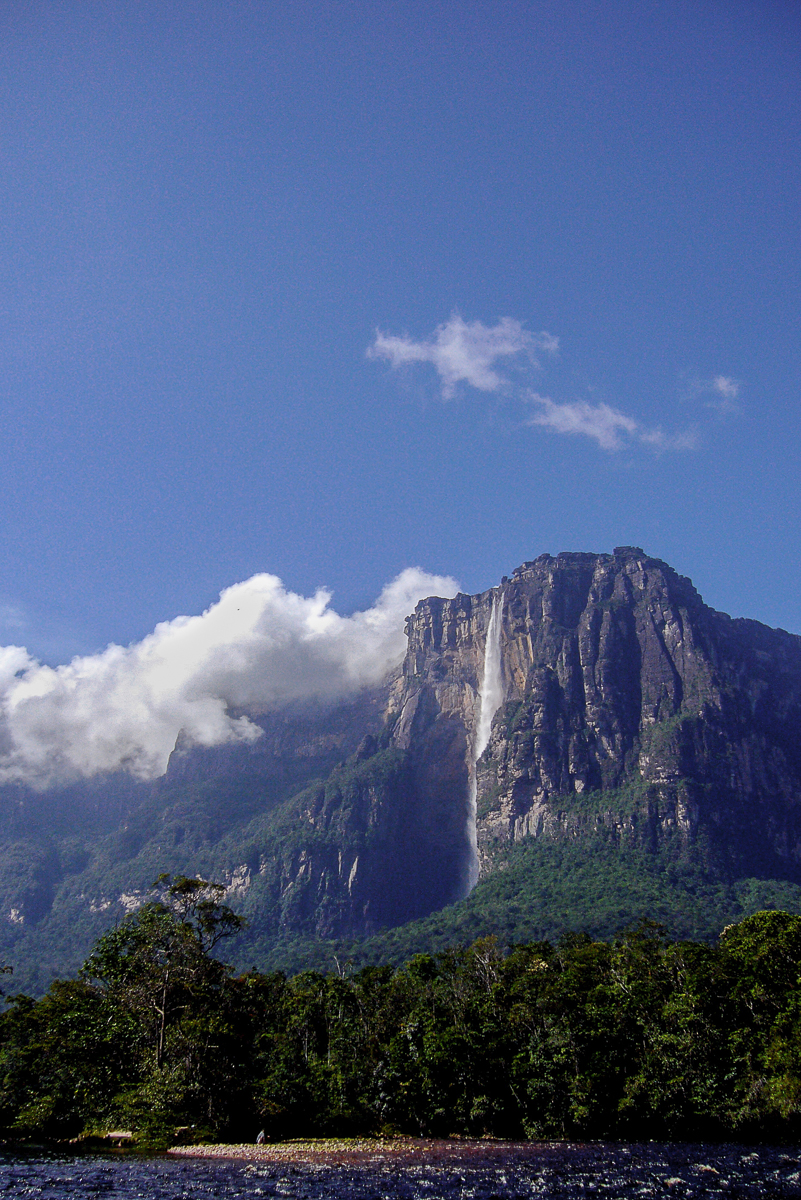
Chutes d'eau de Salto Ángel.
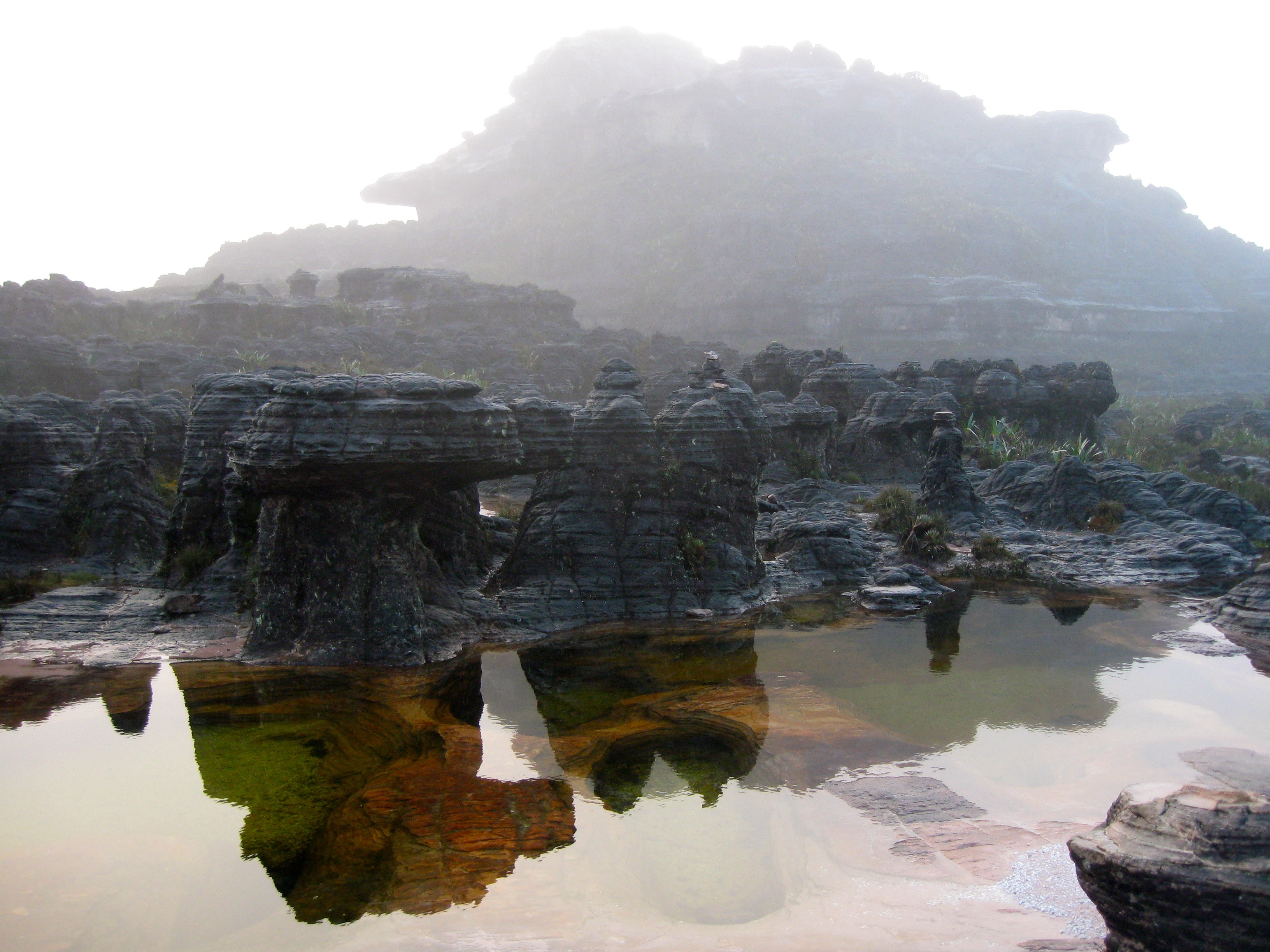
Mont Roraima.
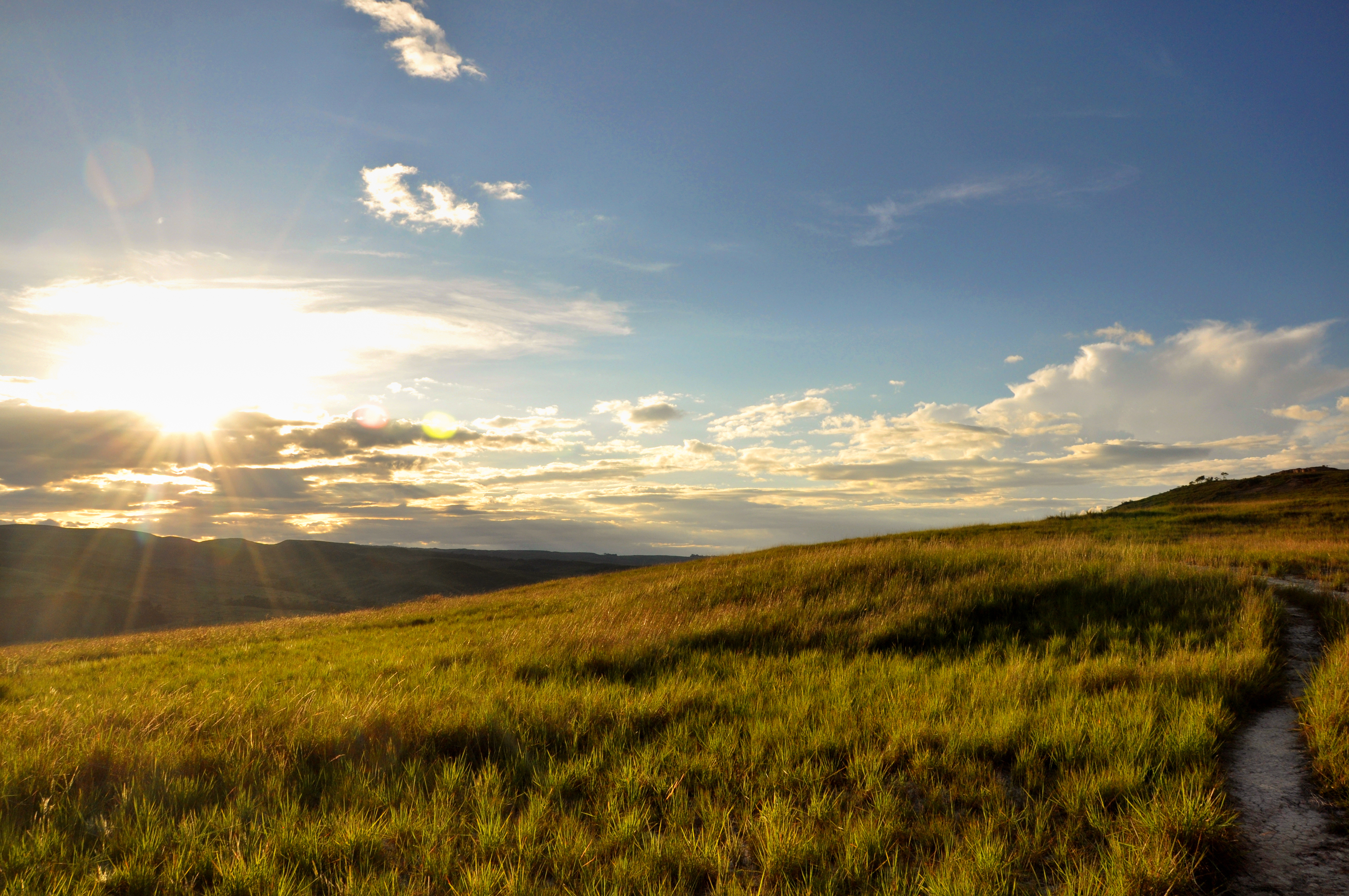
Gran Sabana.
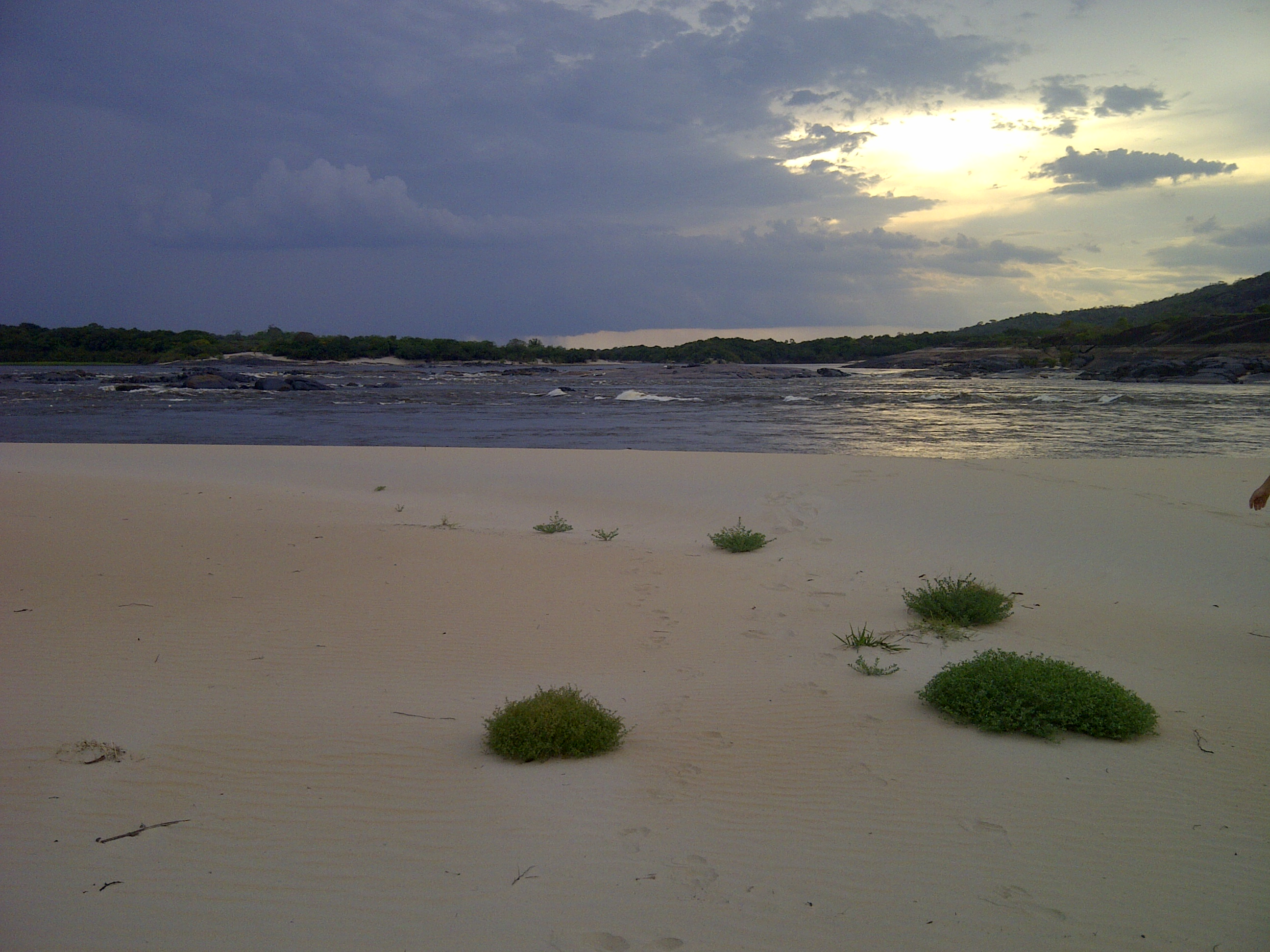
Plage sur le Río Sardinata, dans l'état d'Amazonas.